# 프랑켄 공국

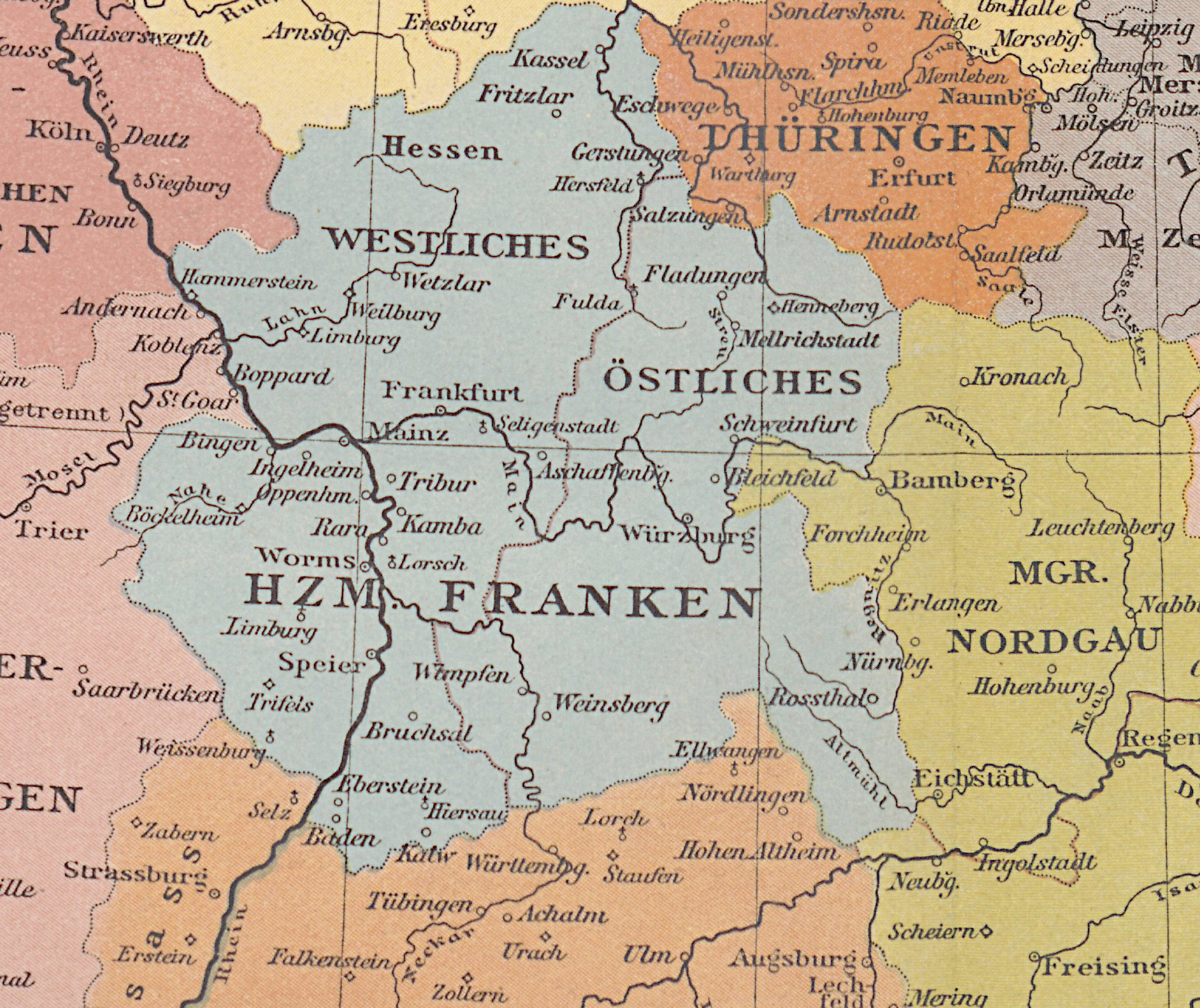
서부 프랑켄과 동부 프랑켄, 서기 1000년경

프랑켄 공국(중세 고지 독일어: Herzogtuom Franken)은 동프랑크 왕국과 10세기 초에 등장한 중세 독일 왕국의 5개 부족공국 중 하나였다. 1053년 라틴어 헌장에서 처음 사용된 '프랑켄'이라는 단어는 프랑크 왕국, 프랑스, 프랑켄과 마찬가지로 프랑크인이 차지했던 땅의 일부에 적용되었다.

## 지리
이 공국은 마인강 계곡을 따라 상류 라인강과의 합류 지점에서 바이에른의 노르트가우 변경백령까지, 현재 바이에른주의 프랑켄, 인접한 튀링겐주 남부, 바덴뷔르템베르크주 북부(즉, 라인-네카르 및 하일브론-프랑켄) 및 헤센주 지역에 걸쳐 있었다. 또한 마인츠, 슈파이어, 보름스 도시 주변의 라인강 좌안에 여러 가우를 포함하여 현재의 라인란트팔츠와 팔츠 (지역)을 이루었다.
서기 919년경 독일 왕국이 될 지역의 중앙에 위치한 이 공국은 북쪽으로는 작센 공국, 서쪽으로는 아우스트라시아의 로타링기아(상 로렌과 하 로렌), 남서쪽으로는 슈바벤 공국, 남동쪽으로는 바이에른 공국과 접해 있었다. 이는 독일에 위치했다.

## 역사

프랑켄 공국의 영토는 베르됭 조약 이후 중프랑크 왕국/로타링기아 왕국에 넘어가지 않은 아우스트라시아 프랑크 왕국의 핵심 영토였다.

이 공국은 카롤루스 제국의 쇠퇴기에 발전했으며, 당시에는 아우스트라시아(즉, "동프랑크")의 핵심 프랑크 왕국의 일부였고, 아우스트라시아의 북서부가 로타링기아 왕국이라는 새로운 왕국이 되면서 형태를 갖추게 되었다.
다른 부족공국들과 달리 프랑켄은 안정적인 정치적 실체로 발전하지 못했지만, 지역의 잘리어 백작들은 서부 지역(라인 프랑켄)에 넓은 영지를 소유했다. 906년 콘라트 왕조의 친척인 란가우의 콘라트 청년공은 프랑켄 공작(dux Franconiae)으로 언급되었다. 911년 동프랑크 카롤루스 왕조가 단절되자 그는 초대 독일 국왕으로 선출되었고, 그의 동생 에버하르트가 프랑켄 공작위를 계승했다. 그러나 콘라트 왕조는 떠오르는 작센 오토 왕조에 대항하지 못했다. 919년 작센 공작 하인리히가 콘라트를 이어 독일 국왕이 되었다. 하인리히의 아들 오토 1세 국왕은 에버하르트 공작의 반란이 939년 안데르나흐 전투에서 진압된 후 프랑켄 부족공국을 장악했다. 오토 국왕은 새로운 프랑켄 공작을 임명하지 않았고, 공국은 여러 백작령과 주교령으로 분할되어 독일 국왕에게 직접 보고했다.
라인 프랑켄의 잘리어 백작들은 때때로 프랑켄 공작으로 언급되었으며, 1024년에는 독일의 왕실 및 황실 왕조가 되었다. 1093년 그들의 프랑켄 영토는 아헨의 궁정백에게 봉읍으로 주어졌으며, 이는 중요한 독일의 제후국인 팔츠 선제후국으로 발전했다. 콘라트 적대공의 진출과 함께 라인 프랑켄은 잘리어 왕조의 핵심 지역이 되었으며, 이 왕조는 11세기와 12세기에 4명의 황제를 배출했다: 콘라트 2세, 하인리히 3세, 하인리히 4세, 하인리히 5세. 이 지역에는 마인츠, 슈파이어, 보름스 시가 포함되었는데, 후자의 두 도시는 콘라트 적대공의 잘리어 후손들의 손에 있는 백작령의 행정 중심지였다. 이 백작들은 때때로 프랑켄 공작으로 불렸다.
콘라트 2세 황제는 공작 작위를 마지막으로 지닌 인물이었다. 1039년 그가 사망했을 때, 라인 프랑켄은 프랑크푸르트, 슈파이어, 보름스 시를 포함한 작은 국가들의 연합체로 통치되었다. 마인츠, 슈파이어, 보름스의 주교후국들, 그리고 헤센 방백국(당시 튀링겐주의 일부)이 있었다. 이 강력한 실체들 외에도 많은 작은 소국들이 존재했다.
1093년 하인리히 4세 황제는 라인 프랑켄의 잘리어 영토를 아헨의 하 로타링기아 궁정백인 라이바흐의 하인리히에게 봉읍으로 주었다. 그의 영지는 중요한 팔츠 선제후국으로 발전할 것이었다. 프리드리히 바르바로사 황제는 1168년 동프랑켄의 뷔르츠부르크 주교후에게 공작 작위를 수여했지만, 라인 프랑켄은 분할되어 소멸되었다. 그 영토는 1500년에 제국의 라인강 상류 관구의 일부가 되었다.
13세기 현재, 다음 국가들이 구 공작령 영토에 형성되었다:
| - 뷔르츠부르크 주교후국 - 풀다 수도원 - 아벤베르크 백작령 - 헨네베르크 백작령 - 호엔로헤 백작령 - 라우펜 백작령 - 뢰벤슈타인 백작령 | - 라인 궁정백령 - 나사우 백작령 - 리네크 백작령 - 트루헨딩겐 백작령 - 파이힝겐 백작령 - 베르트하임 백작령 - 빌트베르크 백작령 |  |

## 공작

프랑켄 문장

- 하인리히 (882–92), "프랑크 변경백"(marchio francorum) 및 "아우스트라시아 공작"(dux austrasiorum)으로서
- 콘라트 연장공 (906년 사망)은 때때로 소급하여 프랑켄의 통치자로 간주된다.
- 콘라두스 1세 (906–18), 911년부터 독일 국왕도 겸함
- 에버하르트 (918–39)
- 보름스의 오토 (985–1004), "보름스 프랑크 공작"(Wormatiensis dux Francorum)으로 불림[2]
- 콘라트, 이전 공작의 아들, "보름스 공작" 칭호[2]

...
- 프리드리히 (1105년 사망), 사망 시점에 자신을 "프랑켄 공작"이라고 칭함
- 콘라트 2세 (1116–25), "동프랑크 공작"(dux Francorum orientalium) 칭호[3]

1168년에 프랑켄 공국은 프리드리히 1세 황제에 의해 뷔르츠부르크 주교후국에 부여되었다. 주교들은 1803년 주교후국이 세속화되어 바이에른 선제후국에 흡수될 때까지 통치했다. 1814년 뷔르츠부르크 대공국, 마인츠 대주교후국 및 프랑켄의 대부분이 바이에른 왕국의 일부가 되면서, 왕들은 공작 칭호를 사용하게 되었다. 현재 비텔스바흐가의 수장인 프란츠 폰 바이에른(1933년 출생)은 여전히 전통적으로 '바이에른 공작, 슈바벤 및 프랑켄 공작, 라인 궁정백 전하'로 불린다.